# Sofiane Daham
Sofiane Daham (Saida, 15 gennaio 1996) è un calciatore algerino, centrocampista del Progrès Niedercorn.

## Carriera
Cresciuto nel settore giovanile dello Sochaux, ha esordito in prima squadra il 2 febbraio 2016 disputando l'incontro di Ligue 2 pareggiato 1-1 contro il Créteil-Lusitanos.

## Statistiche

### Presenze e reti nei club
Statistiche aggiornate al 25 novembre 2021.
| Stagione        | Squadra         | Campionato      | Campionato | Campionato | Coppe nazionali | Coppe nazionali | Coppe nazionali | Coppe continentali | Coppe continentali | Coppe continentali | Altre coppe | Altre coppe | Altre coppe | Totale | Totale |
| Stagione        | Squadra         | Comp            | Pres       | Reti       | Comp            | Pres            | Reti            | Comp               | Pres               | Reti               | Comp        | Pres        | Reti        | Pres   | Reti   |
| --------------- | --------------- | --------------- | ---------- | ---------- | --------------- | --------------- | --------------- | ------------------ | ------------------ | ------------------ | ----------- | ----------- | ----------- | ------ | ------ |
| 2015-2016       | Sochaux         | L2              | 2          | 0          | CF+CdL          | 1+0             | 0+0             |                    | -                  | -                  |             | -           | -           | 3      | 0      |
| 2016-2017       | Sochaux         | L2              | 2          | 0          | CF+CdL          | 0+3             | 0+0             |                    | -                  | -                  |             | -           | -           | 5      | 0      |
| 2017-2018       | Sochaux         | L2              | 28         | 1          | CF+CdL          | 4+1             | 1+1             |                    | -                  | -                  |             | -           | -           | 33     | 3      |
| 2018-2019       | Sochaux         | L2              | 24         | 3          | CF+CdL          | 1+0             | 0+0             |                    | -                  | -                  |             | -           | -           | 25     | 3      |
| 2019-2020       | Sochaux         | L2              | 17         | 1          | CF+CdL          | 1+1             | 0+0             |                    | -                  | -                  |             | -           | -           | 19     | 1      |
| 2020-2021       | Sochaux         | L2              | 11         | 0          | CF              | 3               | 0               |                    | -                  | -                  |             | -           | -           | 14     | 0      |
| Totale Sochaux  | Totale Sochaux  | Totale Sochaux  | 84         | 5          |                 | 15              | 2               |                    | -                  | -                  |             | -           | -           | 99     | 7      |
| 2021-2022       | Châteauroux     | N               | 12         | 0          |                 | -               | -               |                    | -                  | -                  |             | -           | -           | 12     | 0      |
| Totale carriera | Totale carriera | Totale carriera | 96         | 5          |                 | 15              | 2               |                    | -                  | -                  |             | -           | -           | 111    | 7      |

## Palmarès
- Coppa del Lussemburgo: 1

Progres Niedercorn: 2023-2024